# حاصد القمر
حاصد القمر (بالإنجليزية: Moonraker) هو فيلم تجسس من عام 1979 والفيلم الحادي عشر من سلسلة أفلام جيمس بوند التي تنتجها شركة إيون للإنتاج، ورابع فيلم للنجم روجر مور يلعب به دور موظف في جهاز الاستخبارات البريطاني. وهو الفيلم الثالث والأخير في السلسلة التي أخرجها لويس جيلبرت، شارك في دور البطولة فيه أيضًا لويز تشيلس ومايكل لونسديل وكورين كليري وريتشارد كيل. يحقق بوند في سرقة مكوك فضاء، مما يقوده إلى هوغو دراكس صاحب الشركة المصنعة للمكوك. إلى جانب عالمة الفضاء د. هولي جودهيد، تتبع بوند الأثر من كاليفورنيا إلى البندقية وريو دي جانيرو وغابة الأمازون المطيرة، وأخيرًا إلى الفضاء الخارجي لمنع مؤامرة للقضاء على سكان العالم وإعادة خلق البشرية بعرق واحد مسيطر.
كان هدف إيان فليمنغ من تأليف رواية حاصد القمر أن تغدو فيلمًا وذلك حتى قبل انتهاءه من تأليفها عام 1954؛ واستند فيها إلى نص سيناريو ألفه مسبقًا. كانت نية منتجي الفيلم في الأصل أن يصنعوا فيلم فور يور آيز أونلي، إلا أنهم اختاروا حاصد القمر بدلًا من ذلك بسبب صعود نمط الخيال العلمي في أعقاب ظاهرة حرب النجوم. أدت المسائل المالية إلى تصوير معظم الفيلم في فرنسا، وشملت المواقع الأخرى إيطاليا والبرازيل وغواتيمالا والولايات المتحدة. استخدمت الغرف العازلة للصوت في استوديوهات بينوود، والتي استخدمت بشكل تقليدي في السلسلة، فقط من قبل فريق المؤثرات الخاصة.
أشير إلى تكلفة إنتاج حاصد القمر المرتفعة والتي بلغت حوالي 34 مليون دولار أمريكي، وذلك أكثر من ضعفي تكلفة إنتاج فيلم الجاسوس الذي أحببني (1977)، وكانت ردود الأفعال حياله متباينة. مع ذلك، فقد أشيد بصور الفيلم، إذ ترشح ديريك ميدنغس إلى جائزة الأوسكار لأفضل تأثيرات بصرية، وغدا الفيلم في نهاية المطاف الفيلم الأعلى ربحًا في السلسلة في ذلك الوقت بأرباحه التي تعادل 210,300,000 دولار في جميع أنحاء العالم، وحافظ على هذا الرقم القياسي حتى صدور فيلم العين الذهبية عام 1995.

## الحبكة
اختطفت طائرة حاصد القمر لشركة دراكس للتصنيع (طائرة في تي إتش إل فضائية على أساس مركبة مكوك الفضاء المدارية لناسا) على سبيل الإعارة إلى المملكة المتحدة في الجو أثناء وجودها على ظهر طائرة بوينج 747، التي تدمرت. ولكن لم يُعثر على حطام المكوك. يُعين إم رئيس جهاز الاستخبارات البريطاني جيمس بوند العميل 007، للتحقيق في هذا الموضوع. في طريقه إلى إنجلترا، يتعرض بوند للهجوم من قبل طاقم طائرة أبولو، ويُدفع خارج الطائرة من قبلة القاتل المرتزقة جاوز (الذي التقى به مسبقًا في الجاسوس الذي أحببني). ينجو من خلال سرقة مظلة من الطيار، في حين يهبط جاوز على شبكة ترابيز ضمن خيمة سيرك.
في مجمع شركة دراكس لتصنيع الطائرات الفضائية في كاليفورنيا، يلتقي بوند بمالك الشركة هوغو دراكس وتابعه تشانج. ويلتقي بوند أيضًا بالدكتورة هولي جودهيد، وهي رائدة فضاء، ثم ينجو من محاولة اغتيال أثناء وجوده داخل غرفة أجهزة الطرد المركزي. تنام طيارة دراكس الشخصية، كورين دوفور، مع بوند ثم تساعده في إيجاد مخططات لقارورة زجاجية مصنوعة في البندقية، يكتشف دراكس تورطها ويجعل كلابه تقتلها.
يتواجه بوند مع جودهيد في البندقية مرة أخرى، ويلاحظ تجسسها حول باب بالقرب من مصنع الزجاج. ثم يُطارد عبر القناة من قبل أتباع دراكس. يعود إلى المصنع ليلًا للتحقق من الباب، ويكتشف مختبرًا بيولوجيًا سريًا، ويكتشف أن القوارير الزجاجية تحمل غاز عصبي مميت للبشر، ولكنه غير ضار للحيوانات. يهاجم تشانغ بوند إلا أن بوند يدفعه من خلال واجهة الساعة الزجاجية الملوّنة لبرج ساعة القديس مارك، ويقتله. أثناء القتال، يجد بوند دليلًا على أن دراكس ينقل عمليته إلى ريو دي جانيرو. بالعودة إلى جودهيد، يكتشف أنها عميلة للمخابرات المركزية تتجسس على دراكس، وينام معها. يحتفظ بوند بأحد القوارير التي يجدها، إذ أنها الدليل الوحيد على فكرة ومختبر دراكس الذي أخلي فيما بعد. أعطى بوند القارورة إلى إم ليحللها، الذي سمح له بالذهاب إلى ريو دي جانيرو بحجة أنه في إجازة.
ينجو بوند من هجمات جاوز الذي استأجره دراكس كبديل لتشانج وذلك خلال كرنفال ريو دي جانيرو وعلى تلفريك. بعد تحطم تلفريك جاوز، يُنقذ من تحت الأنقاض من قبل دولي، وهي فتاة شابة، ويقع الاثنان في الحب. تحتجز قوات دراكس جودهيد إلا أن بوند يتمكن من الفرار، ويكتشف أن السم يُستخرج من عوالق نادرة وأصلية في غابات الأمازون. يسافر بوند في نهر الأمازون ويتعرض لهجوم من قوات دراكس، قبل تحديد موقع قاعدته في نهاية المطاف. يقبض عليه من قبل جاوز، يُنقل بوند إلى دراكس ويشهد انطلاق أربعة من حاصدي القمر. يشرح دراكس أنه سرق مكوكًا مستعارًا لأن آخرًا في أسطوله أصيب بخلل خلال عملية التجمع. يُصوّر بوند وجودهيد من قبل جاوز في غرفة اجتماعات مزيفة تحت منصة إطلاق، ويتمكنان من الهرب بفارق زمني ضئيل قبل حرقهم أحياءً من قبل عوادم حاصد القمر 5 الذي يحمل دراكس. ترسو المكوكات في محطة فضائية ضخمة شبيهة بالمدينة ومخفية عن الرادار بواسطة جهاز إخفاء. يقوم بوند وجودهيد بتعطيل جهاز إخفاء التشويشات على الرادار؛ ترسل الولايات المتحدة فصيلة من مشاة البحرية على متن مكوك آخر لاعتراض محطة الفضاء التي غدت مرئية بعد أن قاما بذلك. يحتجز جاوز بوند وجودهيد ويُطلعهما دراكس على خطته لإنهاء الجنس البشري من خلال إطلاق 50 كرة من شأنها نشر السم العصبي في الغلاف الجوي للأرض. نقل دراكس مسبقًا عشرات الشباب من الرجال والنساء المثاليين وراثيا من أعراق مختلفة إلى محطة الفضاء في المكوكات. وسيعيشون على الأرض بمجرد أن تصبح الحياة هناك آمنة مجددًا للحياة البشرية، وأحفادهم سيكونون «بذرة العرق المسيطر الجديد». يقنع بوند جاوز بخيانة دراكس من خلال استدراج دراكس كي يعترف بأن أي شخص لا يرقى إلى مستوى معاييره البدنية، بما في ذلك دولي وجاوز، سوف يُباد. يهاجم جاوز حراس دراكس وتندلع معركة بالليزر بين قوات دراكس وبوند وجاوز والمارين. تُهزم قوات دراكس بدمار المحطة، في حين يطلق بوند على دراكس ويدفعه ليتهاوى في الفضاء. يستخدم بوند وجودهيد حاصد القمر 5 لتدمير الكرات الثلاث التي أطلقت ويعودان إلى الأرض.

## روابط خارجية
- حاصد القمر على موقع IMDb (الإنجليزية)
- حاصد القمر على موقع ميتاكريتيك (الإنجليزية)
- حاصد القمر على موقع روتن توميتوز (الإنجليزية)
- حاصد القمر على موقع نتفليكس (الإنجليزية)
- حاصد القمر على موقع قاعدة بيانات الأفلام العربية
- حاصد القمر على موقع ألو سيني (الفرنسية)
- حاصد القمر على موقع Turner Classic Movies (الإنجليزية)
- حاصد القمر على موقع أول موفي (الإنجليزية)
- حاصد القمر على موقع بوكس أوفيس موجو (الإنجليزية)
- حاصد القمر على موقع فيلمافينيتي (الإسبانية)